# 高知刑務所
高知刑務所（こうちけいむしょ）は、法務省矯正局の高松矯正管区に属する刑務所。下部機関として中村拘置支所を持つ。

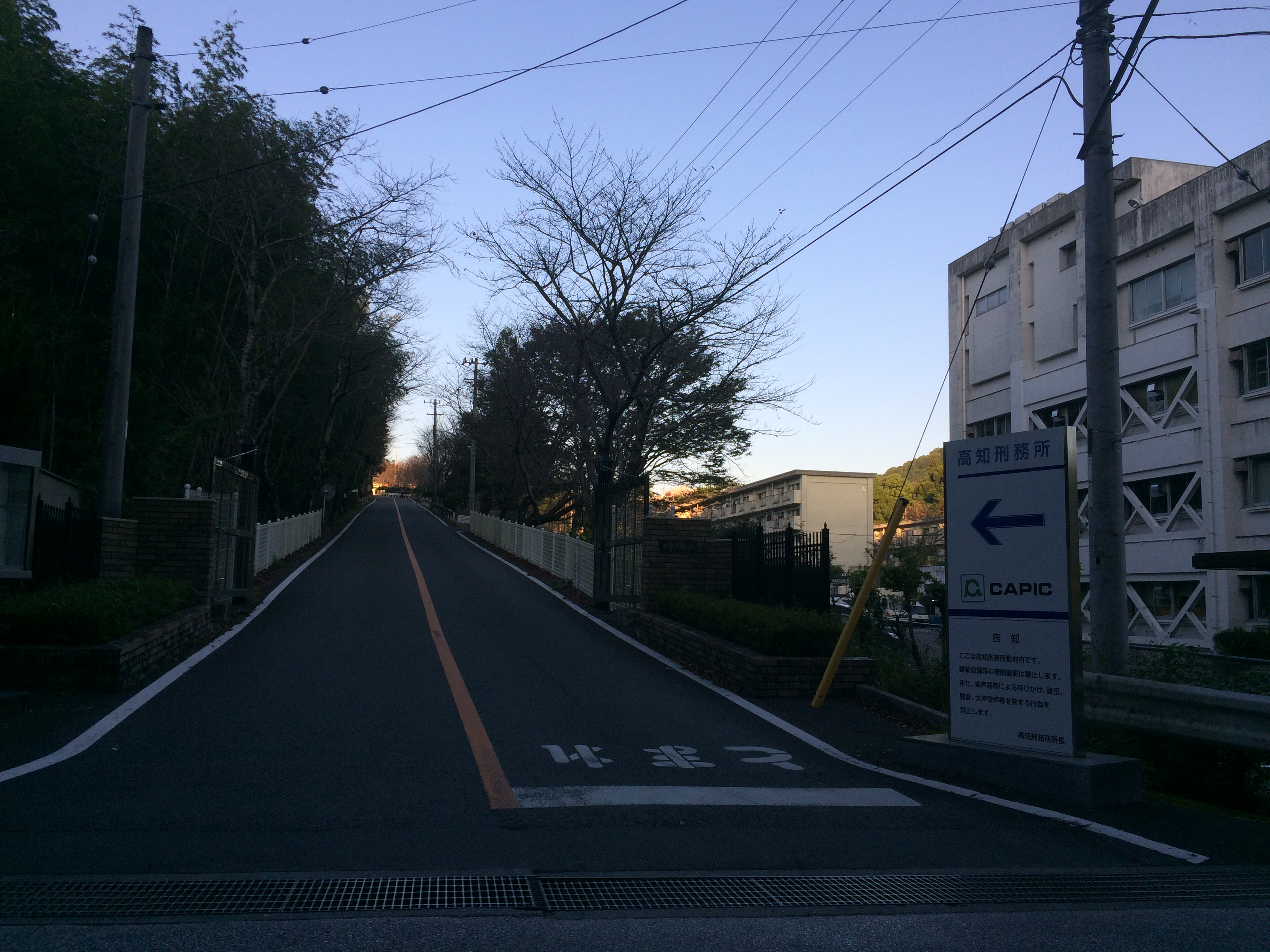
高知刑務所

所長の下に2部1課を持つ2部制であり、総務部（庶務課、会計課、用度課）・処遇部（処遇担当、企画担当）・医務課がある。収容分類級はJB級、YB級で、26歳未満の暴力団構成員や再犯者を収容する。収容定員は492人。

## 所在地
- 高知県高知市布師田3604-1
  - JR四国 土讃線 布師田駅から、徒歩約30分

## 沿革
- 1871年（明治4年） 12月 - 旧土佐藩の藩学であった「致道館」跡地に徒刑場として設置
- 1922年（大正11年） - 高知刑務所と改称
- 1946年（昭和21年） - 四国行刑管区廃止に伴い近畿行刑管区に編入[1]。
- 1976年（昭和51年）- 現在地に移転